# Найвища Литовська Рада
Найвища Литовська Рада — тимчасовий революційний уряд, орган вищої виконавчої влади Великого князівства Литовського під час повстання 1794 року. Діяла з 24 квітня до 11 червня 1794 року у Вільнюсі. 

## Історія
Найвища Литовська Рада була утворена в Вільнюсі 24 квітня 1794 року, після перемоги там повстання. Особи, які увійшли до складу Ради, окремим Актом Повстання Литовського Народу урочисто присягнули на захист себе та Вітчизни. Акт про початок повстання у ВКЛ було зачитано Єжи Белапятровичем у той же день на міському ринку в Вільнюсі. 
Також 24 квітня Рада видала Маніфест про приєднання до повстання в Польщі, закликаючи зброєю добувати свободу і громадянську рівність.
Рада складалася з чотирьох депутацій: 
- Кримінальний суд (займався покаранням зрадників Вітчизни);
- Депутація забезпечення (займалась потребами повстання);
- Депутація громадської безпеки (займалася запобіганням перешкод повстання);
- Депутація публічної скарбниці (розпоряджалася публічним скарбом і виконувала покладені правом на скарбову комісію обов'язки).

Уповноваженим друкованим засобом Ради була газета «Gazeta Narodowa Wileńska». 
Найвища Литовська Рада намагалася вести незалежну литовську національну політику, що призвело до поступового розчарування повстанців. Якуб Ясинський, який 3 травня був призначений Радою комендантом армії ВКЛ (тобто стояв на чолі збройних сил повстанців) , мав революційну програму і намір відновити державну незалежність Великого Князівства Литовського. Через відсутність єдності в повстанському керівництві наляканий радикалізмом Ясинського Костюшко відсторонив його від командування. Найвища Литовська Рада була звинувачена в сепаратизмі і розпущена. Це послабило повстання, яке на той момент вже згасала, і в результаті чого російські війська в серпні зайняли Вільнюс.

## Склад Ради
До складу Ради входили наступні особи: 
- воєвода новогрудський Йосип Неселовський;
- хорунжий віленський Антоній Тизенгауз;
- президент Вільно Бенедикт Мариконі;
- писар великий литовський Станіслав Мирський;
- староста мінський Міхал Геранім Бжастовський;
- войський лідський Домінік Нарбут;
- староста вілейський Юзеф Пац;
- конюший великий литовський Міхал Грабовський;
- підкоморій речицький Станіслав Валович;
- екс-хорунжий литовський Томаш Вавжецький;
- маршалок оршанський Микола Храповицький;
- войський віленський Валенцій Гарецький;
- хорунжий упіцький Бенедикт Карп;
- маршалок упіцький Михайло Страшевич;
- полковник війська ВКЛ Юзеф Коцел;
- хорунжий шавельского повіту Каетан Нагурський ;
- підкоморій пренський Шимон Вишневський;
- екс-писар військовий Микола Моравський;
- войський пренський Тадеуш Висагерд;
- екс-писар литовський Алоїз Сулістровський;
- полковник військ литовських Самуель Корсак;
- екс-стражник литовський Ігнатій Гелгуд;
- ректор віленської академії Мартин Почобут;
- архідиякон смоленський Михайло Карпович;
- писар військовий литовський Єжи Білопятрович ;
- генерал-майор військ литовських Антон Хлявінський;
- генерал-майор військ литовських Ромуальд Гедройць;
- полковник інженерів і комендант Вільнюса Якуб Ясинський;
- віце-президент Вільнюса Антоній Ляхницький.[4]